# Laguna Grande de Gredos
Laguna Grande de Gredos är en sjö i Spanien.   Den ligger i provinsen Provincia de Ávila och regionen Kastilien och Leon, i den centrala delen av landet, 130 km väster om huvudstaden Madrid. Laguna Grande de Gredos ligger 1 939 meter över havet. Trakten runt Laguna Grande de Gredos består i huvudsak av gräsmarker.